# Малое Городьково
Малое Городьково — село в Конышёвском районе Курской области России. Административный центр Малогородьковского сельсовета.

## География
Село находится у ручья Городьков (приток реки Прутище в бассейне Сейма), в 77 км от российско-украинской границы, в 49 км к северо-западу от Курска, в 18 км к северо-востоку от районного центра — посёлка городского типа Конышёвка.
Климат
Малое Городьково, как и весь район, расположено в поясе умеренно континентального климата с тёплым летом и относительно тёплой зимой (Dfb в классификации Кёппена).
| Показатель                                                                      | Янв. | Фев. | Март | Апр. | Май  | Июнь | Июль | Авг. | Сен. | Окт. | Нояб. | Дек. | Год  |
| ------------------------------------------------------------------------------- | ---- | ---- | ---- | ---- | ---- | ---- | ---- | ---- | ---- | ---- | ----- | ---- | ---- |
| Средний суточный максимум, °C                                                   | −4,2 | −3,2 | 2,5  | 12,7 | 19   | 22,3 | 24,9 | 24,1 | 17,8 | 10,3 | 3,3   | −1,3 | 10,7 |
| Средняя температура, °C                                                         | −6,2 | −5,7 | −1   | 7,9  | 14,4 | 18   | 20,6 | 19,6 | 13,7 | 7,1  | 1,1   | −3,2 | 7,2  |
| Средний суточный минимум, °C                                                    | −8,6 | −8,7 | −5   | 2,5  | 8,9  | 12,7 | 15,6 | 14,6 | 9,5  | 3,8  | −1,2  | −5,3 | 3,2  |
| Норма осадков, мм                                                               | 51   | 45   | 47   | 51   | 62   | 72   | 78   | 56   | 59   | 58   | 48    | 50   | 677  |
| Источник: Погода по месяцам c ru.climate-data.org(дата обращения: Октябрь 2021) |      |      |      |      |      |      |      |      |      |      |       |      |      |

Часовой пояс
Село Малое Городьково, как и вся Курская область, находится в часовой зоне МСК (московское время). Смещение применяемого времени относительно UTC составляет +3:00.

## Население
| 2002 | 2010 |
| ---- | ---- |
| 263  | ↘205 |

## Инфраструктура
Основная общеобразовательная школа. В селе 104 дома.

## Транспорт
Малое Городьково находится в 28 км от автодороги М2 «Крым» (Москва — Тула — Орёл — Курск — Белгород — граница с Украиной), в 20 км от автодороги регионального значения 38К-038 (Фатеж — Дмитриев), в 10 км от автодороги 38К-005 (Конышёвка — Жигаево — 38К-038), в 28 км от автодороги 38К-017 (Курск — Льгов — Рыльск — граница с Украиной), на автодорогe межмуниципального значения 38Н-136 (38К-005 — Малое Городьково — Большое Городьково), в 15 км от ближайшего ж/д остановочного пункта 552 км (линия Навля — Льгов I).